# Przed sklepem jubilera (film)
Przed sklepem jubilera (oryg. La Bottega dell'orefice) – film dramatyczny z 1989 roku, zrealizowany w koprodukcji na podstawie dramatu Karola Wojtyły pod tytułem Przed sklepem jubilera, przez brytyjskiego reżysera Michaela Andersona.

## Obsada
- Burt Lancaster – jubiler
- Jonathan Crombie – Christophe
- Melora Hardin – Monica
- Jo Champa – Anna
- Andrea Occhipinti – André
- Olivia Hussey – Teresa
- Ben Cross – Stefan
- Andrew Bednarski – Mark
- Alessandra Casella – Christina
- Francesca Bregni – Liliana
- Daniel Olbrychski – ksiądz Adam
- Gwynyth Walsh – doktor Robert